# Irka Bochenko
 (juillet 2025).
Si vous disposez d'ouvrages ou d'articles de référence ou si vous connaissez des sites web de qualité traitant du thème abordé ici, merci de compléter l'article en donnant les références utiles à sa vérifiabilité et en les liant à la section « Notes et références ».
Irka Bochenko, née à Wrocław (Pologne), est une actrice et chanteuse française d'origine polonaise. Auteure compositrice, elle est également connue sous le nom de scène d'Iren Bo.

## Biographie
Irka Bochenko est née à Wroclaw, dans le Sud de la Pologne. Quand elle a 6 ans ses parents passent à l'ouest et s'installent en France. Bien avant sa venue et avant même de parler la langue de Molière, à l'âge de trois ans, Elle chante déjà toutes les comptines que lui apprend son papa. Pendant des années, la musique sera le compagnon de tous ses voyages, ballades traditionnelles slaves que lui fredonnent sa maman et l’énergie du rock, le blues, la soul, que ses frères lui font découvrir. Mélange détonnant qui renforcera son amour pour cet art. À 14 ans, alors que les autres filles de son âge connaissent les affres de l'adolescence, Irka passe la majeure partie de son temps à jeter sur des feuilles blanches ses premiers textes, à composer ses premières mélodies, ses premières chansons.
À 15 ans, Irka devient Modèle et suit parallèlement les cours Florent. Elle décroche un rôle dans le film Bilitis de David Hamilton, puis une série télé "L'inspecteur mène l'enquête" mais se fait surtout connaître en tant que James Bond Girl dans le film Moonraker.
- Auteur Compositeur Interprète sous le nom d'Iren Bo, elle écrit pour de nombreux artistes : Garou, Tina Arena, Mimie Mathy, Lisa Angel, Pierre Santini, Julie Zenatti, Mireille Mathieu, Patrick Fiori, Fiona Gélin, Jonatan Cerrada, Michelle Torr, Frédéric Lerner, L5, Miss Dominique, Séverine Ferrer, Alexandre Chassagnac...

Elle écrit et compose un générique pour France 2 Lola, qui es tu Lola
- Interprète elle se produit sur scène où elle chante son propre répertoire : Théâtre Mouffetard, Paris Bercy et au Zenith de Bordeaux en première partie du groupe Texas, Culture Hall (Paris), Le Réservoir (Paris), Festival d'Avignon, Printemps de Bourges, Tournée la Marseillaise, Bandol, St Honoré les Bains, Le Sonograf' à Le Thor, Château Chinon, Agon Coutainville, Arcachon, Contrexéville...

## Filmographie

### Cinéma
- 1977 : Bilitis de David Hamilton
- 1979 : Moonraker
- 2015 : Stella de Mickaël Mongin (court-métrage)

### Télévision
- 1978 : L'inspecteur mène l'enquête (1978) (série TV, 1 épisode)
- 2001 : La Crim' (série télévisée)
- 2002 : L'Été rouge (série télévisée)
- 2006 : Les Cordier, juge et flic (série télévisée)
- 2008 : Julie Lescaut, épisode 1 saison 17, Julie à Paris d'Éric Summer : Docteur Benamou
- 2009 : Profilage (série télévisée)